# ليسوم سومطري
ليسوم سومطري (الاسم العلمي: Illicium sumatranum) هو نوع نباتي يتبع جنس الليسوم من فصيلة الشزندرية. سمي هذا النوع نسبةً إلى جزيرة سومطرة في إندونيسيا.